# George Marshall (director)
George E. Marshall (29 de diciembre de 1891-17 de febrero de 1975) fue un actor, guionista, productor y director cinematográfico y televisivo de nacionalidad estadounidense, con una carrera artística que abarcó un total de seis décadas.  

## Biografía
Nacido en Chicago, Illinois, actualmente pocos filmes de Marshall son conocidos del gran público, a excepción quizás de Destry Rides Again, The Sheepman, y La conquista del Oeste. Marshall codirigió la última de las películas junto a John Ford, Henry Hathaway y Richard Thorpe, encargándose del segmento del ferrocarril, en el cual existe una célebre secuencia de estampida. 
Aunque Marshall trabajó en casi todos los tipos de filmes imaginables, su carrera se inició en la época del cine mudo haciendo producciones western, un género que él nunca abandonó completamente. Sin embargo, ya avanzada su trayectoria, fue particularmente requerido para realizar comedias. Así, rodó media docena de películas con Bob Hope y Jerry Lewis, además de trabajar con W.C. Fields, Jackie Gleason, y Will Rogers.
George Marshall falleció en 1975 en Los Ángeles, California, a causa de una neumonía. Fue enterrado en el cementerio de Holy Cross, en Culver City, California.
Por su contribución a la industria cinematográfica, a George Marshall se le concedió una estrella en el paseo de la fama de Hollywood, en el 7048 de Hollywood Boulevard.

## Filmografía seleccionada
- Across the Rio Grande (1916)
- The Waiters' Ball (1916)
- The Committee on Credentials (1916)
- Love's Lariat (1916)
- A Woman's Eyes (1916)
- The Devil's Own (1916)
- Double Suspicion (1917)
- The Midnight Flyer (1918)
- The Adventures of Ruth (1919)
- Ruth of the Rockies (1920)
- Pack Up Your Troubles (1932)
- Their First Mistake (1932)
- Towed in a Hole (1932)
- 365 Nights in Hollywood (1934)
- Life Begins at Forty (1935)
- In Old Kentucky (1935)
- Show Them No Mercy! (1935)
- Love Under Fire (1937)
- The Goldwyn Follies (1938)
- You Can't Cheat an Honest Man (1939)
- Arizona (Destry Rides Again, 1939)
- El castillo maldito (1940)
- When the Daltons Rode (Sendas siniestras) (1940)
- Pot o' Gold (El arca de oro) (1941)
- Texas (1941)
- Star Spangled Rhythm (Fantasía de estrellas) (1942)
- The Forest Rangers (Corazones en llamas) (1942)
- Murder, He Says (1945)
- The Blue Dahlia (La dalia azul) (1946)
- Monsieur Beaucaire (1946)
- The Perils of Pauline (1947)
- Variety Girl (1947)
- Tap Roots (Raíces de pasión) (1948)
- My Friend Irma (1949)
- Never a Dull Moment (¡Qué vida esta!) (1950)
- Fancy Pants (1950)
- The Savage (El salvaje) (1952)
- El castillo maldito (1953)
- Houdini (1953)
- Red Garters (1954)
- Destry (1954)
- The Sheepman (1958)
- Imitation General (1958)
- The Mating Game (Cómo atrapar a un marido) (1959)
- It Started with a Kiss (Empezó con un beso) (1959)
- The Gazebo (Un muerto recalcitrante) (1959)
- La conquista del Oeste (1962) (escenas del ferrocarril)
- Advance to the Rear (La furia de los cobardes) (1964)
- Boy, Did I Get a Wrong Number! (1966)
- Eight on the Lam (1967)
- Hook, Line & Sinker (Pescador pescado) (1969)

## Premios y nominaciones
| Año  | Premio                   | Resultado | Categoría                 | Film                                                                               |
| ---- | ------------------------ | --------- | ------------------------- | ---------------------------------------------------------------------------------- |
| 1964 | Premios Western Heritage | Ganado    | Theatrical Motion Picture | La conquista del Oeste (compartido con John Ford, Henry Hathaway, y James R. Webb) |
| 1967 | Premios Laurel           | Nominado  | Director                  | -                                                                                  |